# Кремера (Торино)
Кремера је насеље у Италији у округу Торино, региону Пијемонт.
Према процени из 2011. у насељу је живело 57 становника. Насеље се налази на надморској висини од 316 м.